# جنبش حق تعمیر
جنبش حق تعمیر (انگلیسی: Right to repair) مجموعه‌ای از قوانین حمایتی دولتی است که به مصرف‌کنندگان، اجازه و امکان تعمیر محصولاتی را که خریداری کرده‌اند می‌دهد. این موضوع به ویژه در مورد محصولات الکترونیکی و خودرو مصداق دارد. تا پیش از ارائه و شکل‌گیری چنین جنبشی، اغلب مصرف‌کنندگان تنها می‌توانستند از خدمات ارائه‌شده توسط شرکت‌های سازنده و مرجع استفاده نمایند. شرکت های تولیدی ضمن انحصار ابزارها، قطعات و یا موانع نرم‌افزاری، غالباً با ایجاد نوعی انحصار در این زمینه، باعث می‌شدند که هزینه‌های مصرف‌کننده افزایش چشمگیری داشته باشد و در بیشتر مواقع، مصرف‌کننده را به جای اقدام به تعمیر دستگاه یا قطعه آسیب‌دیده، به سمت تعویض آن سوق دهند.
اهداف عمده جنبش حق تعمیر، فراهم نمودن امکان تعمیر به جای جایگزینی و همچنین مقرون‌به‌صرفه نمودن تعمیرات است که می‌تواند منجر به اقتصاد پایدارتر و کاهش ضایعات، به ویژه ضایعات الکترونیکی گردد.